# Mauro Cerilli
Mauro Cerilli (Terracina, 22 marzo 1983) è un lottatore di arti marziali miste italiano.
Combatte nella categoria dei pesi massimi per l'organizzazione singaporiana ONE.
In precedenza ha militato anche nelle promozioni AFC, Slam FC, Venator FC, Magnum FC e CWFC, dove è stato campione di categoria dal 2017 al 2018.

## Carriera nelle arti marziali miste

### ONE Championship
Nell'ottobre 2018 viene selezionato per entrare a far parte della federazione singaporiana ONE, leader del mercato asiatico. Il profilo internazionale dell'italiano, nonché gli ottimi risultati sportivi conseguiti negli ultimi match, gli consentono di debuttare contro il campione dei pesi massimi Brandon Vera – approdato a Singapore dopo una lunga esperienza in Ultimate Fighting Championship –, con il quale si misura nel novembre seguente, venendo però sconfitto per KO nel round d'apertura.
Cerilli ritorna poi quattro mesi dopo, centrando il suo primo successo nella federazione singaporiana con un KO tecnico al primo round ai danni di Alain Ngalani. Incappato più tardi in una sconfitta ai punti per mano del debuttante canadese Arjan Bhullar e in un lungo periodo di inattività protrattosi per tutto il 2020 a causa delle conseguenze della pandemia di COVID-19, il lottatore di Terracina torna sul ring nel gennaio 2021 con una vittoria per KO tecnico sul russo ed ex campione MFC Abdulbasir Vagabov a Singapore.

## Risultati nelle arti marziali miste
| Risultato | Record | Avversario         | Metodo                   | Evento                                                         | Data             | Round | Tempo | Città               | Note                                             |
| --------- | ------ | ------------------ | ------------------------ | -------------------------------------------------------------- | ---------------- | ----- | ----- | ------------------- | ------------------------------------------------ |
| Sconfitta | 14-5   | Amir Ali Akbari    | TKO (gomitate)           | One Championship - One on Prime Video 1 - Moraes vs. Johnson 2 | 26 agosto 2022   | 2     | 4:02  | Kallang, Singapore  |                                                  |
| Vittoria  | 14-4   | Abdulbasir Vagabov | KO tecnico (pugni)       | ONE Championship 127: Unbreakable II                           | 22 gennaio 2021  | 2     | 0:36  | Kallang, Singapore  |                                                  |
| Sconfitta | 13-4   | Arjan Bhullar      | Decisione (unanime)      | ONE Championship 100: Century - Part 2                         | 13 ottobre 2019  | 3     | 5:00  | Tokyo, Giappone     |                                                  |
| Vittoria  | 13-3   | Alain Ngalani      | KO tecnico (ginocchiate) | ONE Championship 91: Reign of Valor                            | 8 marzo 2019     | 1     | 2:30  | Yangon, Birmania    |                                                  |
| Sconfitta | 12-3   | Brandon Vera       | KO (pugno)               | ONE Championship 85: Conquest of Champions                     | 23 novembre 2018 | 1     | 1:04  | Pasay, Filippine    | Per il titolo dei pesi massimi ONE               |
| Vittoria  | 12-2   | Karl Moore         | KO (ginocchiata e pugni) | CW 92 - Cage Warriors 92: Super Saturday                       | 24 marzo 2018    | 1     | 0:15  | Londra, Inghilterra | Difende il titolo dei pesi massimi Cage Warriors |
| Vittoria  | 11-2   | Nills van Noord    | KO tecnico (pugni)       | CWFC 89 - Cage Warriors Fighting Championship 89               | 25 novembre 2017 | 1     | 2:24  | Anversa, Belgio     | Vince il titolo dei pesi massimi Cage Warriors   |